# Preussenlied
Preussenlied (ung. Sång om Preussen), även känd som Ich bin ein Preusse, kennt ihr meine Farben?, var Konungariket Preussens nationalsång åren 1830 - 1840. Texten skrevs av Bernhard Thiersch 1830 och August Neithardt stod för musiken. 

## Historia
Bernhard Thiersch skrev texten 1830 som en gåva till kung Fredrik Vilhelm III av Preussen på dennes födelsedag. August Neithardt komponerade dock melodin först två år senare, 1832.
Preussenlied efterträdde Borussia som nationalsång och efterträddes i sin tur av Heil dir im Siegerkranz.